# Firmin Van Kerrebroeck
Firmin Van Kerrebroeck (* 14. Dezember 1922 in Wondelgem, Gent; † 17. August 2011 in Oudenaarde) war ein belgischer Radrennfahrer und nationaler Meister im Radsport.

## Sportliche Laufbahn
1948 wurde er nationaler Meister im Querfeldeinrennen vor Georges Vandermeirsch. 1952, 1955, 1956, 1958 sowie 1961 gewann er ebenfalls den nationalen Titel. Insgesamt gewann er 44 Querfeldeinrennen in seiner Karriere. Seine beste Platzierung in den Weltmeisterschaften im Querfeldeinrennen hatte er mit dem Gewinn der Silbermedaille 1957 hinter Andrè Dufraisse. Von 1948 bis 1966 fuhr er als Berufsfahrer, zwölf Jahre davon im Radsportteam Groene Leeuw.

## Berufliches
Nach seiner aktiven Karriere war Firmin Van Kerrebroeck 16 Jahre Nationaltrainer in Belgien für den Querfeldeinsport. Er führte unter anderem Erik De Vlaeminck, Roger De Vlaeminck, Albert Van Damme, Roland Liboton, Robert Vermeire, Norbert Dedeckere und René De Clercq zu Titeln und Medaillen bei Weltmeisterschaften.